# The Conscience of Nhem En
The Conscience of Nhem En é um documentário estadunidense de longa-metragem de 2008 dirigido por Steven Okazaki. Como reconhecimento, foi nomeado ao Oscar 2019 na categoria de Melhor Documentário em Curta-metragem.